# Vieille-Église
Vieille-Église je francouzská obec v departementu Pas-de-Calais v regionu Hauts-de-France. Žije zde přibližně 1 500 obyvatel.

## Poloha obce
Obec leží na severozápadě departementu Pas-de-Calais.

### Sousední obce
| Růžice kompasu |                 | Oye-Plage      |                    | Růžice kompasu |
| Růžice kompasu | Nouvelle-Église | Sever          | Saint-Omer-Capelle | Růžice kompasu |
| Růžice kompasu | Nouvelle-Église | Vieille-Église | Saint-Omer-Capelle | Růžice kompasu |
| Růžice kompasu | Nouvelle-Église | Jih            | Saint-Omer-Capelle | Růžice kompasu |
| Růžice kompasu | Audruicq        |                |                    | Růžice kompasu |

## Vývoj počtu obyvatel
Počet obyvatel